# تيم مايلز
تيم مايلز (بالإنجليزية: Tim Miles)‏ هو مدرب كرة سلة أمريكي، ولد في 20 أغسطس 1966 في دولاند في الولايات المتحدة.

## روابط خارجية
- تيم مايلز على موقع كلية كرة السلة في سبورتس رفرنس.كوم (الإنجليزية)